# Alina Andrei
Alina Andrei (* 25. März 1978 in Brașov, Siebenbürgen, Rumänien) ist eine Stuntfrau, Schauspielerin, Drehbuchautorin und Filmproduzentin.

## Leben
Andrei besuchte die Kettering University und studierte dort Business Management und Marketing.
Sie absolvierte zahlreiche Stunts in Filmen und Fernsehserien und doubelte unter anderem Jennifer Carpenter in Dexter (2006–2007), Christine Woods in FlashForward (2009–2010), Olivia Wilde in Dr. House (2008–2011) und Paget Brewster in Criminal Minds (2007–2014).
In der Fernsehserie Omega 1 spielte sie die Hauptrolle und beteiligte sie sich ebenfalls als Drehbuchautorin sowie Filmproduzentin. Weitere Auftritte als Schauspielerin hatte sie unter anderem in den Filmen Reverb (2005), Have Sword Will Travel (2008) und Bare Knuckles (2010) sowie in den Serien Charmed – Zauberhafte Hexen (2005), Numbers – Die Logik des Verbrechens (2008), Knight Rider (2008), CSI: Miami (2009) und 1000 Wege, ins Gras zu beissen (2011).

## Filmografie
als Stuntfrau (Auswahl)
- 2005: CSI: NY (Fernsehserie, eine Folge)
- 2005–2006: Charmed – Zauberhafte Hexen (Charmed, Fernsehserie, zwei Folgen)
- 2006–2007: Day Break (Fernsehserie, drei Folgen)
- 2006–2007: Dexter (Fernsehserie, vier Folgen)
- 2006–2010: Desperate Housewives (Fernsehserie, vier Folgen)
- 2007: Transformers
- 2007: Navy CIS (NCIS, Fernsehserie, eine Folge)
- 2007–2011: CSI: Miami (Fernsehserie, drei Folgen)
- 2007–2014: Criminal Minds (Fernsehserie, 13 Folgen)
- 2008: Knight Rider (Fernsehserie, eine Folge)
- 2008: Lost (Fernsehserie, zwei Folgen)
- 2008: The Shield – Gesetz der Gewalt (The Shield, Fernsehserie, eine Folge)
- 2008–2009: Prison Break (Fernsehserie, zwei Folgen)
- 2008–2009: Numbers – Die Logik des Verbrechens (Numb3rs, Fernsehserie, zwei Folgen)
- 2008–2011: Dr. House (House M.D., Fernsehserie, drei Folgen)
- 2008–2011: iCarly (Fernsehserie, acht Folgen)
- 2009: Cold Case – Kein Opfer ist je vergessen (Cold Case, Fernsehserie, eine Folge)
- 2009: 17 Again – Back to High School (17 Again)
- 2009: 24 (Fernsehserie, eine Folge)
- 2009: The Closer (Fernsehserie, eine Folge)
- 2009: Monk (Fernsehserie, eine Folge)
- 2009: La fleur de la bataille (Kurzfilm)
- 2009–2010: FlashForward (Fernsehserie, drei Folgen)
- 2010: Duell der Magier (The Sorcerer’s Apprentice)
- 2010: The Mentalist (Fernsehserie, zwei Folgen)
- 2011: Wasser für die Elefanten (Water for Elephants)
- 2011: Thor
- 2011: Leverage (Fernsehserie, eine Folge)
- 2014: Grimm (Fernsehserie, eine Folge)
- 2014: Castle (Fernsehserie, eine Folge)
- 2014–2015: How to Get Away with Murder (Fernsehserie, vier Folgen)
- 2015: Fast & Furious 7
- 2016: Pretty Little Liars (Fernsehserie, zwei Folgen)
- 2016: Boston (Patriots Day)
- 2017: Transformers: The Last Knight
- 2017–2019: The Orville (Fernsehserie, fünf Folgen)
- 2017–2019: Fear the Walking Dead (Fernsehserie, zwei Folgen)
- 2020: Grace and Frankie (Fernsehserie, eine Folge)
- 2020: Lucifer (Fernsehserie, eine Folge)
- 2021: The Suicide Squad

als Schauspielerin
- 2002: Callous Sentiment (Kurzfilm)
- 2004: LAX (Fernsehserie, eine Folge)
- 2005: Reverb
- 2005: The Crusader (Kurzfilm)
- 2005: Charmed – Zauberhafte Hexen (Charmed, Fernsehserie, eine Folge)
- 2006: Stranger in the Doorway
- 2007: Kat Booty (Kurzfilm)
- 2008: Have Sword Will Travel (Fernsehfilm)
- 2008: Das Büro (The Office, Fernsehserie, eine Folge)
- 2008: Stiletto
- 2008: iCarly (Fernsehserie, eine Folge)
- 2008: Eve (Fernsehserie)
- 2008: Do Not Disturb (Fernsehserie)
- 2008: Numbers – Die Logik des Verbrechens (Numb3rs, Fernsehserie, eine Folge)
- 2008: Knight Rider (Fernsehserie, eine Folge)
- 2009: The Dream of Alvareen
- 2009: Mad Maxine (Kurzfilm)
- 2009: CSI: Miami (Fernsehserie, eine Folge)
- 2009: La fleur de la bataille (Kurzfilm)
- 2010: Bare Knuckles
- 2011: Men of a Certain Age (Fernsehserie, eine Folge)
- 2011: 1000 Wege, ins Gras zu beißen (1000 Ways to Die, Fernsehserie, eine Folge)
- 2012: C.A.T.s (Covert Anti-Espionage Team) (Kurzfilm)
- 2013: Omega 1 (Fernsehserie, vier Folgen)
- 2014: Prophecy of Eve
- 2014: Mighty Med – Wir heilen Helden (Mighty Med, Fernsehserie, eine Folge)
- 2015: Bad Cat (Kurzfilm)
- 2015: Risk for Honor
- 2015: Left of the Murder (Kurzfilm)
- 2016: Kingdom (Fernsehserie, eine Folge)
- 2018: Solve (Fernsehserie, eine Folge)
- 2018: Imbroglio (Kurzfilm)
- 2019: The Mercenary
- 2019: The Rookie (Fernsehserie, eine Folge)
- 2019: Henry Danger (Fernsehserie, zwei Folgen)

als Drehbuchautorin und Filmproduzentin
- 2007: Kat Booty (Kurzfilm)
- 2009: Mad Maxine (Kurzfilm)
- 2009: La fleur de la bataille (Kurzfilm)
- 2013: Omega 1 (Fernsehserie, vier Folgen)
- 2019: Love. LA. (Kurzfilm, als Associate Producer)